# Astragalus clerceanus
Astragalus clerceanus là một loài thực vật có hoa trong họ Đậu. Loài này được Iljin & Krasch. miêu tả khoa học đầu tiên.